# Colletes iranicus
Colletes iranicus är en biart som beskrevs av Noskiewicz 1962. Colletes iranicus ingår i släktet sidenbin, och familjen korttungebin. Inga underarter finns listade i Catalogue of Life.